# Zhandos Bizhigitov
Zhandos Bizhigitov, né le 10 juin 1991 à Petropavl, est un coureur cycliste kazakh des années 2010.

## Biographie
Au mois d'octobre 2016 il s'engage avec la formation Astana.
Fin 2020, après huit saisons dans les pelotons, il prend sa retraite de coureur.

## Palmarès
- 2015
  -  Médaillé d'argent du championnat d'Asie du contre-la-montre
  - 2e du Black Sea Cycling Tour
  - 3e du championnat du Kazakhstan du contre-la-montre
  - 5e du championnat d'Asie sur route
- 2016
  - 6e étape du Tour de Corée
  - 2e du championnat du Kazakhstan du contre-la-montre
  - 2e du Tour de Thaïlande
  - 3e du Tour de Bulgarie
- 2017
  -  Champion d'Asie du contre-la-montre par équipes
  -  Champion de Kazakhstan du contre-la-montre
  -  Médaillé de bronze du championnat d'Asie sur route
- 2019
  -  Champion d'Asie du contre-la-montre par équipes

## Résultats sur les grands tours

### Tour d'Italie
- 2017 : 160e

## Classements mondiaux
| Année                                 | 2012  | 2013 | 2014 | 2015 | 2016 | 2017 | 2018  | 2019 |
| ------------------------------------- | ----- | ---- | ---- | ---- | ---- | ---- | ----- | ---- |
| UCI World Tour                        |       |      |      |      | nc   | 399e | nc    |      |
| Classement mondial                    |       |      |      |      | 409e | 387e | 1155e | 436e |
| UCI Europe Tour                       | 1192e | nc   | nc   | 338e | 949e | nc   | 1584e |      |
| UCI Asia Tour                         | nc    | 339e | 279e | 78e  | 43e  | 23e  | 194e  | 12e  |
|                                       |       |      |      |      |      |      |       |      |
| Légende : nc = non classéSource : UCI |       |      |      |      |      |      |       |      |